# Spark New Zealand

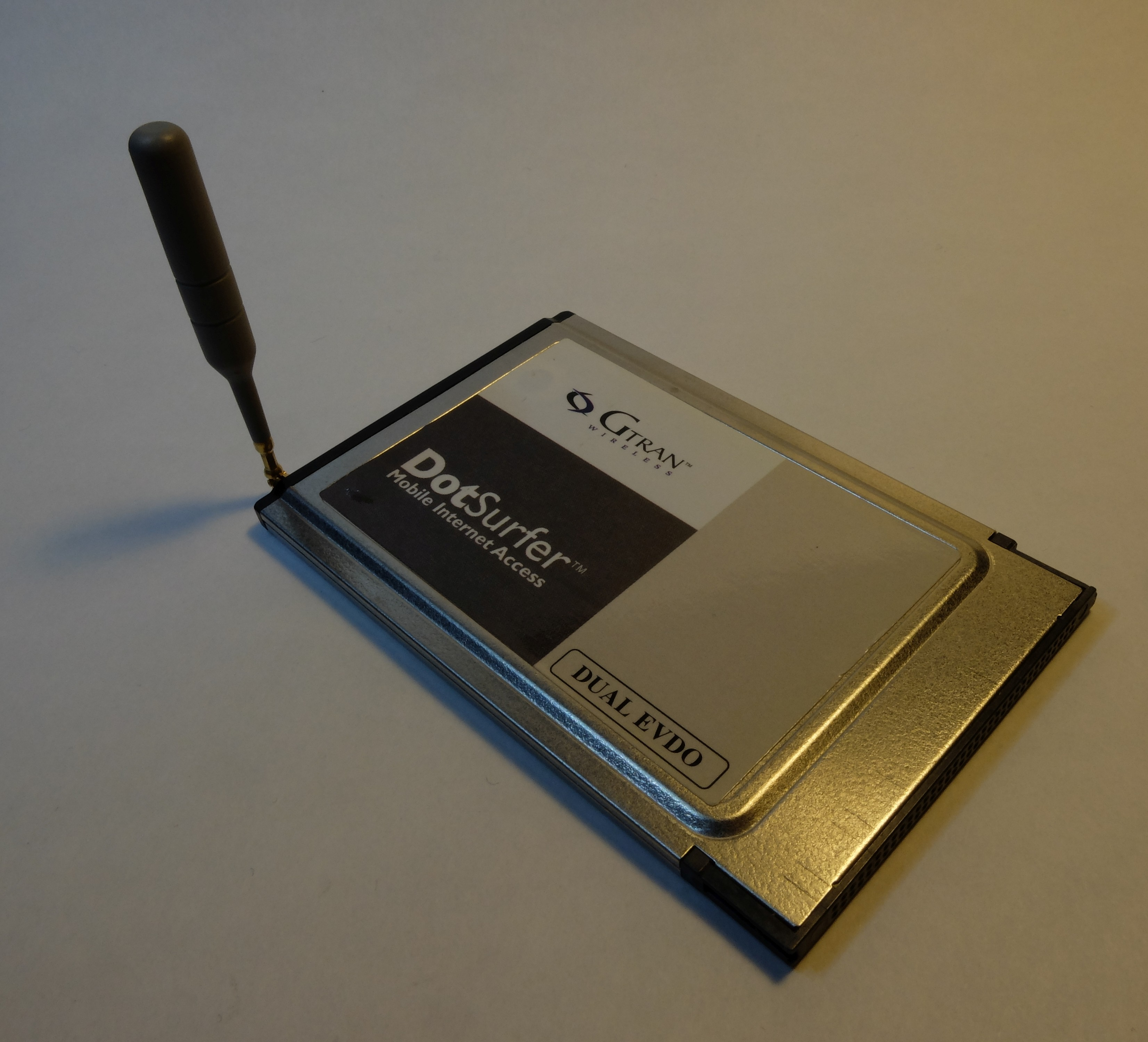
Appareil Gtran DotSurfer

Spark New Zealand, anciennement Telecom New Zealand , est une entreprise de télécommunication néo-zélandaise.

## Histoire
Telecom New Zealand est issue en 1987 d'une scission de New Zealand Post Office, une administration publique néo-zélandaise. En 1990, Telecom New Zealand est privatisée.
En 2008, Telecom New Zealand est scindée en trois divisions appelée Telecom Retail, Telecom Wholesale et Chorus (en), cette dernière s'occupant de l'infrastructure de télécommunication. En 2011, Telecom New Zealand scinde Chorus (en), qui devient une entreprise indépendante, condition imposée par le gouvernement pour le lancement d'un plan public d'investissement dans la fibre optique,.
En 2009, Telecom New Zealand utilise un nouveau logo, ayant une forme d'astérisque ou d'étincelle (spark en anglais). Le 8 août 2014, Telecom New Zealand change de nom pour Spark New Zealand